# ワンス・ビトゥン 恋のチューチューバンパイア
『ワンス・ビトゥン 恋のチューチューバンパイア』（別邦題：美女バンパイア/華麗なる誘惑、原題：Once Bitten）は、ローレン・ハットン、ジム・キャリー、カレン・コピンズが出演する、1985年のアメリカのティーン向けホラー・セックスコメディ映画。

## 概要
ジム・キャリーが、初の大役として無邪気でナイーブな高校生のマーク・ケンダルを演じた。彼はハリウッドのナイトクラブでセクシーなブロンドの伯爵夫人（ハットン）に誘惑されるが、彼女が何世紀も前から生き続けるヴァンパイアであることを知らなかった。本作の興行成績は振るわなかったが、その後、カルト的な人気を博した。

## あらすじ
400歳の伯爵夫人は、永遠の命と若さを求める数百年の旅に同行する若い男女を集めていた。伯爵夫人は不老不死だが、その不老不死と若々しい容姿を保つために、毎年ハロウィンまでに3回、若い童貞の血を飲むことが必要であった。1980年代、特に快楽にふける人々だらけの都市ロサンゼルスにおいて、魅力的な若い童貞を見つけることはほとんど不可能だったので、彼女は童貞の血を吸うことに大いに悩まされていた。
一方、童貞の高校生マーク・ケンダルは、とにかくセックスがしたかったが、恋人のロビン・ピアースの気持ちを尊重し、遠慮していたため、欲求不満の毎日であった。ある夜、マークは親友のジェイミーとラスとともに、ハリウッドのシングルズバーに入る。伯爵夫人と出会ったマークは、彼女の屋敷に招かれ、誘惑された挙句、太ももを噛まれて気絶してしまう。目覚めたマークに、彼女はセックスをしたことにしてもう自分のものだと伝えるが、マークは彼女の言っている意味がわからなかった。それから数日、奇妙な夢を見たり、直射日光を避けたり（生肉から滴り落ちる）血を飲んだりと、彼は奇妙な行動を見せ始める。伯爵夫人が二度目の吸血行為を行った後で、マークの奇妙な行動に気づいたロビンは、高校のハロウィン・ダンスでのダンス対決で伯爵夫人と対峙する。
ロビンはマークを取り戻したが、それは一時的なものであった。伯爵夫人はロビンを誘拐し、時間切れになる前にマークを自分の屋敷に誘い込んで最後の一噛みをしようとし、それをロビンやジェイミー、ラスの3人が阻止しようとする。結局、伯爵夫人の魔の手からマークを救うために、ロビンとマークは伯爵夫人の手下に追われながら棺桶の中でセックスをし、マークの童貞を奪うことで、彼を正気に戻すことに成功する。二人がセックスをしたせいで、彼は伯爵夫人の役に立たなくなり、彼女は別の童貞の血を飲まなければならなくなる。ロビンたちに敗北した伯爵夫人は、彼らの目の前で老いが進み、衰え始める。伯爵夫人の助手のセバスチャンは、伯爵夫人が他の童貞を見つけられるかどうか疑いつつ、「世界には他にも童貞がいるのだから心配することはないです」と言う。
映画は、マークとロビンが棺桶の中でセックスを続けるところで終わりを迎える。

## キャスト
- 伯爵夫人 - ローレン・ハットン
- マーク・ケンダル - ジム・キャリー
- ロビン・ピアース - カレン・コピンズ（英語版）
- セバスチャン - クリーヴォン・リトル（英語版）：伯爵夫人の召使
- ジェイミー - Thomas Ballatore
- ラス - Skip Lackey
- ミスター・ケンダル - リチャード・シャール（英語版）：マークの父親
- ミセス・ケンダル - ペギー・ポープ（英語版）：マークの母親
- Suzette - メーガン・ムラーリー

### 伯爵夫人側のヴァンパイア
- 第一次世界大戦時のエースのヴァンパイア - Jeb Stuart Adams
- 南北戦争時代の南軍のヴァンパイア - ジョゼフ・ブラッツマン（英語版）
- 客船の給仕係のヴァンパイア - スチュアート・シャルノ（英語版）
- 1960年代のフラワーチャイルドのヴァンパイア - Robin Klein
- Moll Flanders Vampire - Carey More
- 双子のヴァンパイア #1 - Glen Mauro
- 双子のヴァンパイア #2 - Gary Mauro

## 公開
本作は、1985年11月15日に1,095スクリーンで公開され、全米興行収入第1位を獲得し、週末の興行収入は402万5,657ドルであった。最終的にアメリカとカナダで約1000万ドルの興行収入を記録した。

### 評価
Rotten Tomatoesによると、10人の批評家のうち10％が本作に好意的な評価を与え、平均評価は3.4/10となっている。ニューヨーク・タイムズ紙のジャネット・マスリンは、 「ウィットよりもスタイリッシュさが際立っている」と書いている。ロサンゼルス・タイムズ紙のKevin Thomasは、ティーン向けの映画としては繊細で陽気な性的ユーモアがある、「極めて稀な作品」と評価した。ワシントン・ポスト紙のRita Kempleyは、時代遅れのユーモアを駆使した「哀愁漂う詭弁的なセックス・コメディ」と評した。
主だった映画評論家によるレビューに基づき100点満点換算の評価をする「Metacritic」によると、「概ね好意的なレビュー」であり、4件のレビューに基づく平均スコアは64点であった。

### 家庭用メディア
本作は、1986年にVestron Videoから、1995年にVideo Treasuresから、そして、再びHallmark Home Entertainmentから、その後1999年にMGMホーム・エンターテインメントからVHSで発売された。
2003年8月26日には、MGMホーム・エンターテインメントからDVDで発売され、2007年7月17日に20世紀フォックス・ホーム・エンターテイメントから「Totally Awesome 80s Double Feature Pack」として、『バンパイア・キッス』と一緒にDVDで再リリースされた。
本作は、2011年1月25日にTGG DirectからDVDで再びリリースされ、『イージー・マネー/一獲千金』、『鬼ママを殺せ』、『アバンチュール・イン・リオ』と合わせてコメディ4本パックのうちの一本として発売された。シャウト!ファクトリー社は、音声を5.1chサラウンドに強化し、2015年2月10日にブルーレイで本作を発売した。
本作は、Amazon Prime VideoやiTunes、Vuduでデジタル配信としてストリーミングレンタルとダウンロードが可能となっている。

## 参照
- 吸血鬼映画